# Іоанна I (герцогиня Беррі)
Іоанна (Жанна) (фр. Jeanne de France; 23 квітня 1464 — 4 лютого 1505) — французька королева, черниця і абатиса, католицька свята.

## Життєпис
Донька Людовика XI, короля Франції. За наказом батька в 12-річному віці вступила 8 вересня 1476 року в шлюб зі своїм 14-річним троюрідним братом герцогом Орлеанським. Чоловік, лише вступивши в квітні 1498 року на престол (під ім'ям Людовика XII), звернувся до Папи Римського Олександра VI з вимогою розлучити їх під приводом занадто близької спорідненості, відсутності спадкоємця (бездітності) після понад 20 років шлюбу і того факту, що шлюб був укладений з примусу. Після цього Людовик одружився з екс-королевою Анною Бретанською, вдовою Карла VIII. Іоанна отримала титул герцогині Беррійської, оселилася в Бурже і заснувала тут у 1501 році орден аннунціаток (лат. Ordo de Annuntiatione Beatæ Mariæ Virginis), від лат. Annuntiatio — Благовіщення.
Іоанна померла бездітною 4 лютого 1505 року і була похована в капелі (каплиці) монастиря Благовіщення. Її могила була сплюндрована, але її тіло, знайдене в той час нетлінним, було спалене гугенотами під час розграбування ними Буржа 27 травня 1562 року.
У 1742 році Папа Римський Бенедикт XIV визнав Іоанну блаженною. Вона канонізована в 1950 році.

## Образ в культурі

### У кіно
- «Квентін Дорвард» / Quentin Durward (Франція; 1971), роль виконує Анн Варан;
- «Людовик XI, розколота влада» / Louis XI, le pouvoir fracassé (2011; Франція), роль виконує Гаель Бона